# Zuka
Zuka (mađ. Zók) je selo u južnoj Mađarskoj.
Zauzima površinu od 8,93 km četvorna.

## Zemljopisni položaj
Nalazi se na 46° sjeverne zemljopisne širine i 18° 6' istočne zemljopisne dužine. Bičir je 1 km sjeverozapadno, Ranjoš je 1 km istočno, Pécsbagota je 2 km jugozapadno, Szabadszentkirály je 3 km zapadno, Valinjevo je 3 km jugozapadno, Bokšica je 4,5 km južno, Garčin je 3 km jugoistočno, a Pelir je 3 km sjeveroistočno.

## Upravna organizacija
Upravno pripada Selurinačkoj mikroregiji u Baranjskoj županiji. Poštanski broj je 7671. 
U šire područje Zuke ulazi i Pazanj (mađ. Pázdány). 

## Povijest
Ovo područje je bilo naseljeno još u brončanom dobu.
Prvi put se u povijesnim dokumentima spominje 1290., a javljao se u oblicima Ozold, Zold, Zolk, Zókról.

## Stanovništvo
Zuka ima 291 stanovnika (2001.). Stanovnici su Mađari. Tri četvrtine su rimokatolici, 6% je kalvinista.

## Vanjske poveznice
- (mađ.) Zók településtörténet
- Zuka na fallingrain.com